# Novomeška pomlad
Novomeška pomlad je naziv za kulturno-umetniško manifestacijo iz leta 1920, katere glavni pobudniki so bili znani mladi slovenski umetniki, med katerimi so najbolj znani pesnika Anton Podbevšek in Miran Jarc ter slikar Božidar Jakac, ki je k umetniškemu ustvarjanju pritegnil še umetnike mlajše generacije - Ivana Čarga, Zdenka Skalickyja in Marjana Mušiča. Slednji se je kasneje uveljavil v arhitekturi in gibanju, ki je bilo sprva brez imena, tudi nadel danes uveljavljeno ime.
Omenjeni umetniki so ob sodelovanju še nekaterih drugih pod pokroviteljstvom že uveljavljenega slikarja Riharda Jakopiča pripravili 1. pokrajinsko umetniško razstavo v Novem mestu v Windischerjevem salonu v Kandiji. Odprtje razstave je bilo 26. septembra 1920, na ogled pa so bile slike Božidarja Jakca, Marjana Mušiča, Franceta Zupana, Ivana Čarga, Jožeta Cvelbarja, Zdenka Skalickyja, Franja Ančika, Borisa Grada in Ferda Avsca, svojo sliko Pod oknom pa je razstavil tudi Rihard Jakopič.
Poleg preporoda slovenske umetnosti je bila želja organizatorjev približati umetnost preprostemu ljudstvu in hkrati poudariti novomeški umetnostni preporod kot odraz sočasnih vrenj v družbi. 
Odprtje razstave sta istega dne spremljala slavnostni koncert Marija Kogoja ob prepevanju prvakinje ljubljanske opere Zdenke Zikove na novomeškem gradu Kamen ter literarni večer Mirana Jarca in Antona Podbevška v Narodnem domu. 
Po razstavi se je zvrstilo še več dogodkov in nastopov, na katerih so sodelovali tudi umetniki iz drugih delov Slovenije. Tako je dobila novomeška pomlad tudi nekakšno vlogo prebujevalke narodne zavesti in je močno vplivala na delovanje umetnikov v dvajsetih letih 20. stoletja, med katerimi je najbolj znan Srečko Kosovel, ki je kasneje sodeloval pri reviji Trije labodje, ki je, kot posledica novomeške pomladi, začela izhajati leta 1921 v Novem mestu.
Novembra je sledila delna ponovitev osrednjih dogodkov v prestolnici. Koncert Marija Kogoja 6. novembra 1920 v ljubljanskem hotelu Union ob prepevanju Zdenke Zikove je požel izjemen uspeh. Sledila je slikarska razstava v Jakopičevem paviljonu, na kateri so poleg bratov Kralj in Ivana Napotnika sodelovali tudi trije novomeški pomladniki: Božidar Jakac, Marjan Mušič in Zdenko Skalicky. Novomeško pomlad v Ljubljani je zaključil recitacijski večer Antona Podbevška v Narodnem gledališču.
Kulturno-umetniško manifestacijo, ki je razburkala slovenski kulturni prostor in postavila temelje slovenski avantgardni umetnosti, je leta 1974 arhitekt in eden vidnejših akterjev gibanja Marjan Mušič v svoji knjigi poimenoval novomeška pomlad. V knjigi z naslovom Novomeška pomlad je zapisal tudi besede pokrovitelja razstave Riharda Jakopiča iz pisma Antonu Podbevšku: 
»Dolgo je že klilo v mladih srcih na skrivaj hrepenenje po življenju, po razodevanju, po besedi. Na tihem se je pripravljalo in sililo na dan. Ko je dozorelo, tedaj je z radostnim krikom izbruhnilo in splamtelo v svet.
Dne 26. sept. 1920. je bil v Novem mestu velik praznik. Sorodne duše so se našle in združile. Bili so to mladi umetniki: pisatelji, slikarji, kiparji, glasbeniki. Združili so se, da dajo duška svojemu hrepenenju in da stopijo prvič skupaj na plan. Ljubljana je to početje malo postrani gledala, nekako nezaupljivo. Mi pa, ki sočustvujemo z vsem, kar je živega, smo pohiteli tja, da se ž njimi veselimo.« (Mušič, 1974, str. 94)
Ta kulturni preporod, revolucija duha po prvi svetovni vojni je Novo mesto močno in za vedno zaznamovala kot mesto, ki je takrat uspelo preseči okvire svoje provincialne majhnosti in najti stik s svetom. 
O novomeški pomladi je bil leta 1989 posnet tudi film z naslovom Veter v mreži, ki ga je režiral Filip Robar Dorin.